# Film burkinabé proposti per l'Oscar al miglior film straniero
Il Burkina Faso ha proposto un film per il Premio Oscar nella categoria miglior film straniero soltanto nel 1990.
Il film, diretto da Idrissa Ouédraogo e che aveva ricevuto numerosi riconoscimenti internazionali, non è rientrato nella cinquina finalista.
| Anno | Film          | Lingua | Regia             | Risultato     |
| ---- | ------------- | ------ | ----------------- | ------------- |
| 1990 | Nonna (Yaaba) | More   | Idrissa Ouédraogo | Non candidato |

| Non candidato | Il film è stato proposto per la candidatura, ma non è stato selezionato dall'Academy of Motion Picture Arts and Sciences. |
| Short-list    | Il film è entrato nella "short-list" stilata a gennaio dei nove candidati per l'Oscar al miglior film straniero.          |
| Candidato     | Il film è entrato a far parte dei cinque candidati per l'Oscar al miglior film straniero.                                 |
| Vincitore     | Il film ha vinto l'Oscar al miglior film straniero.                                                                       |